# Скелеватська світа
Скелеватська світа — одна з п'яти світ Криворізького залізорудного басейну. Складена двома комплексами гірських порід, які різко відрізняються за складом та походженням. В її основі залягають серицит або мусковіт-вміщуючі кварцові, іноді польовошпат-кварцові метапісковики, рідше метаконгломерати. Вище залягає горизонт кварц-серицитових або кварц-мусковітових сланців, вміст слюди в яких досягає 70-80 і більше об'ємн.%. Потужність нижнього та середнього горизонтів Скелеватської світи в межах різних родовищ коливається від 15-20 до 180-200 м. Верхня частина розрізу Скелеватської світи представлена горизонтом тальк-вміщуючих сланців. Світа залягає на розмитій поверхні новокриворізької світи, а там, де вона відсутня - на розмитій поверхні архейських гранітоїдів. 
В нижній її частині, складеній конгломератами, виявляє золотоносність: золото виявлено в 46,8 % проб від їх загальної кількості. Талькові породи, що складають верхній горизонт світи можуть використовуватися для виготовлення інсектицидів, що потрібні сільському господарству, вогнетривких матеріалів, необхідних в будівництві, хімічній промисловості і металургії. Проведені дослідження показали можливості виробництва з них високоякісної цегли, черепиці і можливо магнезіального цементу. В талькових породах визначався підвищений вміст скандію. Розвідка талькових порід виконується на Інгулецькому родовищі залізистих кварцитів.
Формування відбулося у ранньопротерозойський етап, який охарактеризувався накопиченням теригенних товщ.